# Autonomous Diver
Der Autonomous Diver (englisch für Autonomer Taucher) beschreibt Minimalanforderungen an eine Grundausbildung und Brevetierung für Gerätetaucher, die in der internationalen Norm ISO 24801-2 und der entsprechenden Europäischen Norm EN 14153-2 festgelegt sind. Verschiedene Tauchorganisationen bieten eine Tauchausbildung an, die die Anforderungen des Autonomous Diver erfüllen. Ein Brevet (Tauchschein), das dem Autonomous Diver entspricht, berechtigt zum selbständigen Tauchen mit einem Tauchpartner im offenen Wasser. Die meisten Tauchorganisationen empfehlen eine Tauchtiefe von 18 oder 20 Metern nicht zu überschreiten. Nach dem erfolgreichen Abschluss einer mit dem Autonomous Diver gleichwertigen Ausbildung, kann das Gelernte in Spezialkursen, einer mit dem Dive Leader (nach ISO 24801-3) äquivalenten Ausbildung oder einer der nicht normierten Zwischenstufen vertieft und erweitert werden.
Vor einer Grundtauchausbildung zum Taucher und danach in regelmäßigen Abständen, sollte sich ein Taucher einer Tauchtauglichkeitsuntersuchung bei einem Tauchmediziner unterziehen. In einigen Ländern ist eine solche Untersuchung gesetzlich vorgeschrieben und gilt in vielen Tauchschulen als Voraussetzung für jede Ausbildung. Da es sich bei den gängigen Brevetierungen für Sporttaucher nicht um amtliche Dokumente handelt, haben sie lediglich Empfehlungscharakter. Trotzdem ist ein Tauchbrevet, das dem Autonomous Diver entspricht sowie ein ärztliches Attest auf vielen Tauchbasen die minimale Voraussetzung, um Tauchausrüstung ausleihen zu können und auf geführte Tauchgänge mitgenommen zu werden. In einigen Ländern (z. B. in Australien) wird durch Gesetze der Nachweis einer abgeschlossenen Grundtauchausbildung von jedem Taucher gefordert.
Einige Tauchorganisationen bieten eine zusätzliche dem Supervised Diver (nach ISO 24801-1) entsprechende Ausbildungs- und Brevetierungs-Stufe an, die meist nur die Inhalte der Autonomous Diver-Ausbildung über zwei Kurse verteilt und nicht zum selbstständigen Tauchen berechtigt.

## Ausbildungen gemäß ISO24801-2
Weltweit werden jährlich etwa 1,7 Millionen Menschen gemäß ISO 24801 ausgebildet. Trotz der gemeinsamen Normierung unterscheiden sich die Tauchkurse einzelner Tauchorganisationen in Inhalt, Ausbau und Philosophie teilweise erheblich. Die Minimalanforderungen, die in der ISO-Norm definiert sind, garantieren jedoch, dass ein Taucher problemlos die Ausbildungsorganisation wechseln kann.
Die folgenden Ausbildungen erfüllen die Anforderungen des Autonomous Diver:

### CMAS *

Übersicht über das CMAS-Ausbildungssystem

Die CMAS * (ein Stern)-Ausbildung geht weit über die Anforderungen, die der Autonomous Diver definiert, hinaus. CMAS verlangt zuerst das Bestehen der theoretischen Prüfung, bevor im See oder im Meer getaucht werden darf. Deshalb wird zuerst in etwa 6 Theorie-Lektionen, die das grundlegende Verständnis des Tauchschülers aufbauen und nach dem erfolgreichen Bestehen einer theoretischen Prüfung, im Wasser während mindestens 6 Schwimmbadlektionen – die auch an strömungsfreien, seichten Stellen im Freiwasser stattfinden können – und mit 5 Freiwassertauchgängen die Tauchpraxis erlernt, geübt und geprüft. Teil des Kurses sind auch Apnoe-Übungen. Nach erfolgreichem Abschluss kann das Gelernte mit Spezialkursen oder dem CMAS ** (zwei Stern) vertieft und erweitert werden. CMAS empfiehlt einem Ein-Stern-Taucher und seinem Buddy auf maximal 20 Meter Tiefe zu tauchen. Für Taucher im Alter zwischen 8 und 14 Jahren, wird eine maximale Tauchtiefe von 5 Metern empfohlen.
Folgende Themen werden im CMAS *-Kurs behandelt:
- Tarierung
- Tauchzeichen
- Tauchermaske ausblasen
- Wechselatmung
- Tauchausrüstung
- Berechnungen mit einer Dekompressionstabelle
- Tauchunfälle
- Erste Hilfe
- Sicherheitsregeln

Der CMAS *-Kurs kann ohne Vorkenntnisse des Tauchsports begonnen werden. Normale körperliche Gesundheit und Fitness sind erforderlich. Tauchschüler, die einen CMAS *-Kurs besuchen wollen, müssen mindestens 14 Jahre alt sein. Einen CMAS Bronze-Ausbildung kann schon ab einem Alter von 8 Jahren besucht werden. Diese Kindertauchkurse unterscheiden sich nur durch eine kindgerechte Vermittlung der gleichen Inhalte.
Die Grundausbildungen der einzelnen CMAS-Mitgliedsorganisationen (beispielsweise: VDST, TSVÖ oder SUSV) können von den Regelungen und Bezeichnungen von CMAS abweichen.

### NAUI Scuba Diver
Der NAUI Scuba Diver-Kurs (SD)  ist eine Grundtauchausbildung die dem normierten Autonomous Diver entspricht. Die Ausbildung umfasst 2 Apnoe- und 4 Gerätetauchgänge. NAUI empfiehlt SD-Tauchern das Tauchen bis auf eine Tiefe von maximal 18 Metern. Nach erfolgreichem Abschluss kann das Erlernte mit sogenannten Specialties oder im Advanced-Scuba-Diver-Kurs vertieft und erweitert werden. Der NAUI SD-Kurs kann ohne Vorkenntnisse des Tauchsports begonnen werden. Normale körperliche Gesundheit und Fitness sind erforderlich. Tauchschüler, die einen SD-Kurs besuchen wollen, müssen mindestens 15 Jahre alt sein. Eine NAUI Junior Scuba Diver-Ausbildung kann schon ab einem Alter von 12 Jahren besucht werden. Diese Kindertauchkurse unterscheiden sich nur durch eine kindgerechte Vermittlung der gleichen Inhalte.

### PADI Open Water Diver

Übersicht über das PADI-Ausbildungssystem

Der PADI Open Water Diver-Kurs (OWD)  ist eine Grundtauchausbildung, in der ein Taucher alle in der ISO-Norm für einen Autonomous Diver geforderten Inhalte erlernen kann. Open Water Diver bedeutet frei auf Deutsch übersetzt Freiwasser-Taucher. PADI erlaubt OWD-Tauchern das Tauchen bis auf eine Tiefe von 18 Metern. Nach erfolgreichem Abschluss kann das Gelernte mit sogenannten Specialties oder im Advanced-Open-Water-Diver-Kurs vertieft und erweitert werden.
Der PADI Open Water Diver-Kurs umfasst fünf Theorie-Lektionen, fünf Schwimmbad-Tauchgänge und mindestens vier Tauchgänge im Freiwasser mit Drucklufttauchgerät. Empfohlen wird zusätzlich je ein optionaler Schnorchel-Tauchgang und/oder „Abenteuer-Tauchgang“. PADI verfolgt bei der Ausbildung das „tauche heute“-Konzept. Deshalb finden nach einer Theorie-Lektionen meistens am gleichen Tag die Tauchgänge statt. Die Schwimmbad-Tauchgänge – die auch an strömungsfreien, seichten Stellen im Freiwasser stattfinden können, dienen dem Erlernen der grundlegenden und sicherheitsrelevanten Techniken. Dazu gehört das Einsteigen ins Wasser, Atmen unter Wasser mit dem Drucklufttauchgerät, Gebrauch der Flossen, einfaches Tarieren, Ausblasen der Maske, Wiedererlangen des Atemreglers oder der  Notaufstieg. In den Freiwassertauchgängen werden teilweise die gleichen Übungen in größerer Wassertiefe wiederholt. Dazu kommen Techniken, um Krämpfe zu lösen, Freiwasser-Ab- und Aufstieg, Wechselatmung oder Navigation unter Wasser. Der PADI OWD-Kurs umfasst folgende Theorie-Inhalte:
1. Lektion
  1. Einführung in die Unterwasserwelt
  2. Tauchausrüstung
  3. Partnersystem (Buddy)
2. Lektion
  1. Anpassung an die Unterwasserwelt
  2. Atmung unter Wasser
  3. Tauchausrüstung
  4. Tauchzeichen
3. Lektion
  1. Die Umgebung beim Tauchen
  2. Tauchgangplanung
  3. Bootstauchgänge
  4. Umgang mit Problemen – Vorbeugen und Erkennen
  5. Allgemeine Freiwasser-Techniken
4. Lektion
  1. spezielle Tauchausrüstung
  2. Gesundheit
  3. Atmen von Luft in der Tiefe
  4. Tauchtabelle
5. Lektion
  1. Tauchgangplanung
  2. Anwendung der Tauchtabelle
  3. Grundlagen der Unterwassernavigation
  4. Weiterbildungsmöglichkeiten

Der OWD-Kurs kann ohne Vorkenntnisse des Tauchsports begonnen werden. Normale körperliche Gesundheit und Fitness sind erforderlich. Tauchschüler, die einen PADI-OWD-Kurs besuchen wollen, müssen mindestens 15 Jahre alt sein. Ein PADI-Junior-OWD-Kurs (JOWD) kann schon ab einem Alter von 10 Jahren besucht werden. Diese Kindertauchkurse unterscheiden sich nur durch eine kindgerechte Vermittlung der gleichen Inhalte.

### SSI Open Water Diver

Übersicht über das SSI-Ausbildungssystem

Der SSI Open Water Diver-Kurs (OWD)  ist eine Grundtauchausbildung die zum normierten Autonomous Diver äquivalent ist. Die Ausbildung umfasst mindestens 4 Freiwasser-Tauchgänge, die erst nach dem erfolgreichen Abschluss der theoretischen Ausbildung durchgeführt werden dürfen. SSI erlaubt OWD-Tauchern das Tauchen bis auf eine Tiefe von maximal 18 Metern. Nach erfolgreichem Abschluss kann das Gelernte mit sogenannten Specialties oder im Advanced Adventurer-Kurs vertieft und erweitert werden. Der SSI OWD-Kurs kann ohne Vorkenntnisse des Tauchsports begonnen werden. Normale körperliche Gesundheit sowie Fitness sind erforderlich und ein SSI Medical Statement abzugeben. Der Tauchschüler muss fähig sein 180 Meter ohne ein Hilfsmittel zu schwimmen. Tauchschüler, die einen OWD-Kurs besuchen wollen, müssen mindestens 15 Jahre alt sein. Eine SSI Junior OWD-Ausbildung kann schon ab einem Alter von 10 Jahren abgeschlossen werden. Diese Kindertauchkurse unterscheiden sich nur durch eine kindgerechte Vermittlung der gleichen Inhalte.

### Weitere Ausbildungen
Neben den oben erwähnten, entsprechen die folgenden Ausbildungen dem Autonomous Diver nach ISO 24801-2:
| Tauchorganisation                                | Tauchorganisation | Ausbildung / Brevetierung  | Ausbildung / Brevetierung |
| ------------------------------------------------ | ----------------- | -------------------------- | ------------------------- |
| American Nitrox Divers International             | ANDI              | Open Sport Diver           | OSD                       |
| British Sub-Aqua Club                            | BSAC              | Ocean Diver                | OD                        |
| Disabled Divers International                    | DDI               | Autonomous Diver           | AD                        |
| Global Underwater Explorers                      | GUE               | Recreational Diver Level 1 | Rec 1                     |
| International Association for Handicapped Divers | IAHD              | One Star Diver             | *                         |
| International Scuba Diving Academy               | ISDA              | Open Water Diver           | OWD                       |
| National Academy of Scuba Educators              | NASE              | Open Water Diver           | OWD                       |
| National Diving League                           | NDL               | Diver                      |                           |
| Verband Deutscher Tauchlehrer                    | VDTL              | Bronze                     |                           |
| Worldwide Academy of Scuba Educators             | WASE              | Open Water Diver           | OWD                       |
| World Organisation of Scuba Diving               | WOSD              | Autonomous Diver           | AD                        |
| National Association of Scuba Diving Schools     | NASDS             | Open Water Scuba Diver     | OWD                       |

## Kritik
Kritiker werfen insbesondere den kommerziellen Tauchausbildungsorganisationen (z. B. PADI oder SSI) vor, es werde in den Grundausbildungen dem Tauchschüler die Illusion vermittelt, er könne bereits gut tauchen, indem die Bedeutung des Kurses und der Prüfungen gegenüber der Tauchpraxis und ständiger Übung überbetont wird. Durch eine Aufteilung der Tauchausbildung in möglichst viele kleine, unvollständige Brevetierungstufen werde, auf Kosten der Sicherheit,  versucht die Gewinne der Organisationen zu optimieren.
Kommerzielle Ausbildungsorganisationen halten dem entgegen, dass es vor allem darum geht, das Erlebnis der Unterwasserwelt einer breiten Masse zugänglich zu machen, um u. a. auch das Interesse für den Umwelt- und  Artenschutz unter Wasser zu stärken. Eine geringere Hemmschwelle zum Einstieg in den Tauchsport werde dadurch realisiert, dass gerade in der Grundausbildung nur das Nötigste gelehrt wird, um unter entsprechenden Bedingungen sicher tauchen zu können. Durch die modulare Ausrichtung werde immer nur derjenige Stoff gelehrt, der für Anfänger wichtig sei, um sicher zu tauchen. Es werde darauf hingewiesen, dass die Tauchschüler nicht unter Bedingungen tauchen sollen, die herausfordernder sind als jene, bei denen sie im Grundkurs ausgebildet wurden.
Dieser Logik schließen sich letztlich auch viele nicht kommerziell ausgerichtete Verbände (z. B. VDST und andere Mitglieder der CMAS) in Teilen an, indem sie Spezialkurse anbieten, die sich intensiver mit einem Teilgebiet des Tauchens beschäftigen.